# Kavat
Skofabriken Kavat AB är ett svenskt skoföretag med huvudkontor i Kumla. Företaget säljer främst barnskor, men har även bland annat herr- och damskor i sitt sortiment. Kavat grundades 1945 av Ragnar Carlsson och hette ursprungligen Skofabriken Ymer. 2007 fick företaget sitt nuvarande namn. Kavat är ett familjeföretag och ägs av barnbarnen till företagets grundare. 

## Historia
Ragnar Carlsson grundade skofabriken tillsammans med Olof "Lill-Olle" Johansson. Verksamheten baserades på en licens från Örebro. Tillverkningen flyttades till Köpmansgatan 14 i Kumla i slutet av 1940-talet och innefattade barnskor, slippers och tofflor. 
1959 brann fabrikslokalerna upp och en ny fabrik inrättades i före detta Bertil Svidéns skofabrik och Ymer övertog även anställda. 50 000 skor tillverkades per år med Oscaria som en av de stora kunderna. Carlssons son Bengt Carlsson tog över bolaget 1968. På 1970-talet började företaget använda namnet Kavat som varumärke, vilket kom från ägarfamiljens tax. Kavat kom att fokusera på barnskor under 1970-talet och blev Sveriges största skotillverkare med 186 000 par i årsproduktion (1982).
1979 blev Kavat en del av Skogruppen AB med bland annat Docksta, Stålman, Rex och Aristokrat som varumärken men 1983 köptes verksamheten tillbaka av Bengt Carlsson sedan Skogruppen gått i konkurs.
Kavat tillverkade skor i Kumla fram tills 2013, då fabriken lades ner. Mellan 2009 och 2023 hade företaget en egenägd fabrik i Travnik i Bosnien-Hercegovina, men efter att denna sålts bedrivs all tillverkningen genom underleverantörer i olika delar av världen.